# Stanislau Lapatschuk
Stanislau Lapatschuk (belarussisch Станіслаў Лапачук; russisch Станислав Лапачук/Stanislaw Lapatschuk; * 16. Februar 1992 in Minsk, Belarus) ist ein belarussischer Eishockeyspieler, der seit 2023 beim Chamonix Hockey Club aus der französischen Ligue Magnus unter Vertrag steht.

## Karriere
Stanislau Lapatschuk begann seine Karriere als Eishockeyspieler in seiner Heimatstadt bei Junior Minsk, der Nachwuchsmannschaft des HK Junost Minsk. Ab 2009 spielte er dann auch für die erste Mannschaft von Junost in der Extraliga und wurde mit dem Klub 2010 und 2011 belarussischer Meister. Beim KHL Junior Draft 2010 wurde er in der zweiten Runde als insgesamt 33. Spieler vom HK Dinamo Minsk gezogen, verblieb aber zunächst bei Junost Minsk. 2012 wurde er für das All-Star-Game der Nachwuchsliga Molodjoschnaja Chokkeinaja Liga, in der er ebenfalls für Junost antrat, nominiert.
Zur Saison 2012/13 wurde Lapatschuk dann doch vom HK Dinamo Minsk aus der Kontinentalen Hockey-Liga verpflichtet und spielte dort bis zum Ende der Saison 2016/17. Dabei absolvierte er 64 KHL-Partien, in denen er allerdings lediglich zwei Scorerpunkte sammelte. Daher wurde er zwischenzeitlich auch bei anderen Mannschaften eingesetzt und konnte so 2014 mit HK Njoman Hrodna seinen dritten belarussischen Titel gewinnen. 2017 wechselte er in die russische Wysschaja Hockey-Liga, wo er zunächst für Neftjanik Almetjewsk und dann für Disel Pensa auf dem Eis stand. Aber bereits zu den Playoffs 2018 kehrte er nach Belarus zum HK Junost Minsk zurück, mit dem er 2019, 2020 und 2021 erneut belarussischer Meister wurde. 2019 war er zudem bester Vorbereiter der Extraliga. 2021 zog es ihn nach Westeuropa, wo er zunächst zwei Jahre beim HC Amiens Somme in der französischen Ligue Magnus spielte. 2023 zog er weiter zum Ligakonkurrenten Chamonix Hockey Club.

### International
Für Belarus nahm Lapatschuk im Juniorenbereich an den U18-Weltmeisterschaften der Division I 2009 und der Topdivision 2010 sowie den U20-Weltmeisterschaften der Topdivision 2011 und Eishockey-Weltmeisterschaft der U20-Junioren 2012 teil. 
Sein Debüt in der Herren-Nationalmannschaft gab er in der Saison 2013/14. Anschließend spielte er bei der Qualifikation für die Olympischen Winterspiele 2018 in Pyeongchang, als die Belarussen im entscheidenden Spiel überraschend Slowenien im heimischen Minsk 2:3 nach Penaltyschießen unterlagen. Später stand er im Aufgebot seines Landes bei der Weltmeisterschaft 2019 in der Division I, als der Aufstieg in die Top-Division gelang. Dieser konnte wegen der weltweiten COVID-19-Pandemie von ihm und den Belarussen jedoch erst bei der Weltmeisterschaft 2021 wahrgenommen werden.

## Erfolge und Auszeichnungen
- 2010 Belarussischer Meister mit dem HK Junost Minsk
- 2011 Belarussischer Meister mit dem HK Junost Minsk
- 2012 All-Star-Game der Molodjoschnaja Chokkeinaja Liga
- 2014 Belarussischer Meister mit dem HK Njoman Hrodna
- 2019 Belarussischer Meister mit dem HK Junost Minsk und bester Vorbereiter der Extraliga
- 2020 Belarussischer Meister mit dem HK Junost Minsk
- 2021 Belarussischer Meister mit dem HK Junost Minsk

### International
- 2009 Aufstieg in die Top-Division bei der U18-Junioren-Weltmeisterschaft der Division I
- 2019 Aufstieg in die Top-Division bei der Weltmeisterschaft der Division I, Gruppe A (wegen der weltweiten COVID-19-Pandemie erst 2021 wirksam)

## Karriere-Statistik
(Stand: Ende der Saison 2024/25)